# Samuel Marsh
Samuel Marsh (né en 1879 à Westhoughton dans le Grand Manchester et mort à une date inconnue) est un joueur de football anglais qui évoluait au poste d'attaquant.

## Palmarès
Bolton Wanderers
- Championnat d'Angleterre D2 (1) :
  - Champion : 1908-09.
  - Vice-champion : 1904-05 et 1910-11.
  - Meilleur buteur : 1904-05 (27 buts).

- Coupe d'Angleterre :
  - Finaliste : 1903-04.